# La Longueville Communal Cemetery
La Longueville Communal Cemetery is een Britse militaire begraafplaats gelegen in de Franse plaats La Longueville (Noorderdepartement). De begraafplaats wordt onderhouden door de Commonwealth War Graves Commission.
De begraafplaats telt 6 geïdentificeerde Gemenebest graven uit de Eerste Wereldoorlog.